# بلاد ميوزيك
بلاد ميوزيك Bled Music برنامج تلفزيوني غنائي  جزائري من إنتاج التلقزيون الجزائري خلال نهاية الثماننيات وبداية التسعينات من تقديم كمال ديناميت وفريد قساسية الروكر وكان البرنامج يقدم باقة من الأغاني المصورة الجزائرية في كل 15 يوم ويجرى عليها التصويت من الجمهور للتعرف على الفائز بـ TOP 10 

## فقرات الحصة
- حوار مع الفنانين
- أحسن الكليبات
- النشرة
- جونيمار
- روبورتاج

## طاقم التقني
إعداد : عزيز سماتي- حكيم لعروسي
إخراج : حكيم لعروسي
تقديم : كمال ديناميت - فريد روكر - سامية